# 秃坚帖木儿
秃坚帖木儿（？—1365年），元顺帝时中书平章政事。
至正二十年（1360年），秃坚帖木儿任知枢密院事。当时阳翟王阿鲁辉帖木儿拥兵数十万，在木儿古彻儿之地反元。秃坚帖木儿讨伐，兵败，单骑逃回上都。至正二十三年（1363年），他和御史大夫老的沙得罪皇太子爱猷识理达腊，都投奔大同（今山西省大同市），躲入孛罗帖木儿营中。至正二十四年（1364年），与孛罗帖木儿举兵入居庸关，进逼京师，向元顺帝诉冤，逼迫顺帝贬斥右丞相搠思监、宦官资政院使朴不花。秃坚帖木儿任中书平章政事。回军大同。扩廓帖木儿奉皇太子之命来攻大都，秃坚帖木儿改任御史大夫。至正二十五年（1365年），扩廓帖木儿攻上都，孛罗帖木儿被刺杀，秃坚帖木儿逃到八儿思之地。十二月，被擒杀。